# Stary cmentarz żydowski w Bełchatowie
Stary cmentarz żydowski w Bełchatowie – został założony w pierwszej połowie XIX wieku, znajdował się w Bełchatowie na terenie zwanym Kempfinówką. Po jego zdewastowaniu przez Niemców w czasie II wojny światowej teren kirkutu został przeznaczony na cele budowlane. Ma powierzchnię ok. 0,2 ha.